# Saint-Benoist-sur-Mer
Saint-Benoist-sur-Mer là một xã ở tỉnh Vendée trong vùng Pays de la Loire, danh xưng dân địa phương trong tiếng Pháp là bénédictins hay bénédictines. Xã này có diện tích 15,53 km2, dân số năm 2006 là 338 người.

## Biến động dân số
| Năm | 1962 | 1968 | 1975 | 1982 | 1990 | 1999 | 2006 |
| --- | ---- | ---- | ---- | ---- | ---- | ---- | ---- |
| Dân số | 301  | 350  | 303  | 314  | 283  | 319  | 338  |
| From the year 1962 on: No double counting—residents of multiple communes (e.g. students and military personnel) are counted only once. |      |      |      |      |      |      |      |